# Only Teardrops
„Only Teardrops” este un cântec interpretat de cântăreața daneză Emmelie de Forest. Piesa a fost scrisă de Lise Cabble, Julia Fabrin Jakobsen și Thomas Stengaard. Cântecul este cunoscut mai ales pentru faptul că reprezintă Danemarca la Concursul Muzical Eurovision 2013, care se desfășoară la Malmö, Suedia. Melodia a concurat în prima semifinală, pe 14 mai 2013, și s-a calificat în marea finală de pe 18 mai 2013, pe care a câștigat-o.
După victoria de la Dansk Melodi Grand Prix 2013, preselecția daneză pentru competiția internațională, cântecul a ajuns imediat în fruntea clasamentului iTunes din Danemarca și a debutat pe poziția a doua în Tracklisten, clasamentul național de single-uri din Danemarca.

## Clasamente
Cântecul a devenit instantaneu un hit în țara natală a lui de Forest, Danemarca, unde a debutat pe poziția 2 și a fluctuat mai multe săptămâni pe clasament. De asemenea, a intrat în top 40 în clasamentul de discuri single fizice al României și a intrat pe poziția 49 în Romanian Top 100.
| Clasament                  | Poziție de top |
| -------------------------- | -------------- |
| Danemarca (Tracklisten)    | 02             |
| România (single fizic)     | 23             |
| România (Romanian Top 100) | 49             |